# 손발톱병

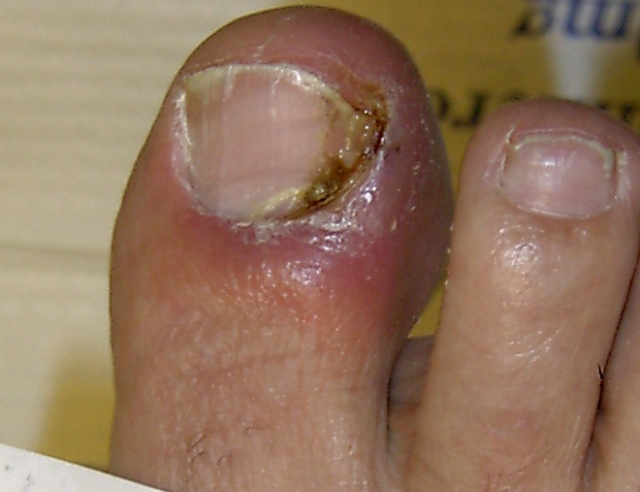

손발톱병(nail disease) 또는 손발톱증(onychosis)은 손발톱의 질병 또는 기형이다. 손발톱은 피부에 의해 생성되는 구조이고 피부 부속물이지만 손발톱 질환은 다른 의학적 상태와 관련될 수 있는 고유한 징후와 증상이 있기 때문에 그 분류가 뚜렷하다. 감염이나 염증의 징후를 보이는 일부 손발톱 상태는 의료 지원이 필요할 수 있다.
손발톱병은 손발톱의 건강, 외관 및 기능에 영향을 미치는 상태를 말한다. 손발톱병에는 다양한 유형이 있으며 각각 고유한 원인, 증상 및 치료법이 있으며 전문의 또는 피부과 전문의에게 적절한 진단 및 치료가 제공되어야 한다는 점에 유의하는 것이 중요하다. 손톱 상태가 의심되는 경우 정확한 진단과 적절한 치료를 위해 의사의 진료를 받는 것이 좋다.

## 같이 보기
- 거스러미